# Org-模式
Org-mode 是文本编辑器Emacs的一种支持内容分级显示的编辑模式。这种模式下可以创建待办列表，日志管理，做笔记，做工程计划或者写网页。Org-mode通常启用于后缀名为org的纯文本文件，使用星号标记有层次的内容（如文章大纲、话题与子话题、嵌套代码），并提供一组函数用于读取并展示这类标记以及操纵内容（如折叠大纲内容、移动元素、更改待办项状态）。
Carsten Dominik于2003年发明了org-mode，用于管理自己的生活和工作。而自初次发布以来，有大量参与者向其贡献了代码。目前的维护者为Bastien Guerry。从Emacs 22版本开始，Org-mode已是Emacs默认安装的一部分，作为一个主编辑模式存在。由于Emacs和Org-mode是分开发布的，所以经常可以从org-mode的官网下载到比已经集成到Emacs中版本要新的org-mode。Org-mode的大部分功能都可以使用Emacs的经典方法定制（通过菜单栏进行人性化配置或者修改 。emacs 配置文件）。
在org-mode流行以后，主流的文本编辑器，如Vim、Atom和Visual Studio Code等，都对org文件类型拥有了社区扩展支持。

## 功能和基本语法
Org文件并没有采用任何类似XML的标记语言来支持其丰富的编辑特性；相反，org文件都是严格的纯文本格式。运行在org-mode的Emacs会自动解析这些文本并提供给用户操作文本结构的接口。

### 自定层级大纲
Org-mode中使用星号标定一行所属层级，星号数量代表层级深度。
```
* 这是一级大纲
** 这是其二级大纲
*** 这是更深的一级大纲
** 另一个二级大纲
```

此例中，后面几行都属于第一行的子节点，可以按Tab键切换是否折叠显示。整个org文档的基本结构就是若干棵树。

### 表格
Org-mode使用纯文本方式管理表格。
```
| First | Second | Third |
| Item1 |  Item2 | Item3 |
```

第一行会被视作表头。Emacs会自动调整单元格的宽度以保持对齐。

### 超链接
Org-mode中有多种超链接形式。
```
# 基本链接
[[Wikipedia][https://wikipedia.org]]
[[https://wikipedia.org]]

# 内部链接
#+NAME: Anchor
[[Anchor]] 表示链接到对应 NAME 标记的一行

# 链接到文件
[[file:archive.txt]] # 链接到 archive.txt 文件
[[file:project.org::*Wikipedia]] # 链接到 project.org 文件中名为 Wikipedia 的大纲

# Emacs Lisp 链接
[[elisp:org-agenda]] # 执行交互式 Elisp 命令
[[elisp:(find-file-other-frame "example.org")]] # 对 Elisp 代码求值
```

### 任务管理
通过在大纲项上附加状态标记，org-mode对待办项（todo）管理有良好的支持。
```
* Write a novel
** DONE First chapter
** TODO Second chapter [1/2]
*** DONE Design scenes
*** TODO Design figures
DEADLINE: <2018-11-20 Tue>
** TODO Third chapter
```

基本的任务状态为TODO和DONE，用户可以自定义其他级别。除此之外，todo列表可以给每一件事分别赋上不同的优先级和最后完成期限，每一个todo项目又可以细分成次级todo列表或者核对表，而且每一个项目还都可以分别加标签或者属性。除此之外，org-mode还可以自动生成某一段时间以内的日程表。

### 标签
Org-mode对标签亦有良好的支持，在某行大纲内容后加入单词，以两侧冒号包围，即会被编辑器视作标签。可在标签视图内搜索到含特定标签的大纲内容。

### 文本格式
类似Markdown，org文件中也有一套标记本文内容的方法。
```
# 引文
#+BEGIN_QUOTE
Hacking is playful cleverness.
-- Richard Stallman
#+END_QUOTE

# 居中
#+BEGIN_CENTER
This sentence will be aligned to center.
#+END_CENTER

# 强调
*Bold*
/Italic/
_Underlined_
=Verbatim=
~Code~
+Delete+
```

### 代码块与文学编程
```
#+BEGIN_SRC c
int main(void) {
  return 0;
}
#+END_SRC
```

Org-mode从7.0版本引入“Babel”功能，允许用户在 "。org" 文件中插入其他编程语言的代码块，不离开Emacs而运行这些代码块，并在 "。org" 文件中储存运行结果。Org-mode自此具备了有限的文学编程能力，能够用来编写代码和文档混合的程序，提供可重复的计算机和统计实验记录，或进行远程系统的运维工作并记录过程和结果等。

## 扩展
Org-mode可以使用下面的软件或者组件进行扩展。有些应用需要支持org-mode的第三方应用程序，这些程序都是自由软件。
- Emacs中链接个人信息的BBDB；
- 可以调用URL的各种浏览器；
- 可以快速保存各种想法，主意或者链接的快照模式；
- Emacs的邮件客户端如Gnus，VM和Wanderlust，mu4e[5]；
- 可以运行在Org-mode下面的各种其他编程语言（org-babel）。

在移动端，也有支持org-mode查看或编辑的软件：
- iOS
  - beorg
  - MobileOrg
- Android
  - MobileOrg
  - MobileOrgNg
  - Orgzly